# Öxeryd
Öxeryd is een plaats in de gemeente Lerum in het landschap Västergötland en de provincie Västra Götalands län in Zweden. De plaats heeft 456 inwoners (2005) en een oppervlakte van 87 hectare.